# Oxyrhachis crassus
Oxyrhachis crassus är en insektsart som beskrevs av William Lucas Distant. Oxyrhachis crassus ingår i släktet Oxyrhachis och familjen hornstritar. Inga underarter finns listade i Catalogue of Life.